# Berner Sport Club Young Boys 2005-2006
Questa voce raccoglie le informazioni riguardanti il Berner Sport Club Young Boys nelle competizioni ufficiali della stagione 2005-2006.

## Stagione
Nella stagione 2005-2006 lo Young Boys, allenato da Hans-Peter Zaugg e Gernot Rohr, concluse il campionato di Super League al 3º posto. In Coppa Svizzera lo Young Boys perse la finale con il Sion. In Coppa Intertoto lo Young Boys fu eliminato al terzo turno dall'Olympique Marsiglia.

## Rosa
| N. |                      | Ruolo | Calciatore          |
| -- | -------------------- | ----- | ------------------- |
| 1  | Svizzera (bandiera)  | P     | Marco Wölfli        |
| 2  | Svizzera (bandiera)  | D     | Ronny Hodel         |
| 4  | Brasile (bandiera)   | D     | Tiago Calvano       |
| 8  | Svizzera (bandiera)  | C     | Gürkan Sermeter     |
| 9  | Brasile (bandiera)   | A     | João Paulo          |
| 10 | Svizzera (bandiera)  | C     | Hakan Yakın         |
| 12 | Argentina (bandiera) | D     | Miguel Portillo     |
| 13 | Svizzera (bandiera)  | D     | Christian Schwegler |
| 14 | Svizzera (bandiera)  | C     | Joël Magnin         |
| 15 | Svizzera (bandiera)  | A     | Thomas Häberli      |
| 16 | Svizzera (bandiera)  | C     | Mario Raimondi      |

| N. |                           | Ruolo | Calciatore       |
| -- | ------------------------- | ----- | ---------------- |
| 18 | Svizzera (bandiera)       | P     | Patrick Bettoni  |
| 19 | Spagna (bandiera)         | C     | Carlos Varela    |
| 20 | Svizzera (bandiera)       | C     | Pirmin Schwegler |
| 21 | Cina (bandiera)           | A     | Shi Jun          |
| 22 | Brasile (bandiera)        | C     | Everson          |
| 23 | Liberia (bandiera)        | D     | Patrick Gerhardt |
| 24 | Togo (bandiera)           | C     | Yao Aziawonou    |
| 25 | Costa d'Avorio (bandiera) | D     | Steve Gohouri    |
| 28 | Svizzera (bandiera)       | P     | Pascal Werro     |
| 29 | Svizzera (bandiera)       | C     | Matthias Hadorn  |
| 30 | Costa d'Avorio (bandiera) | C     | Gilles Yapi Yapo |

## Organigramma societario
Area tecnica
- Allenatore: Gernot Rohr
- Allenatore in seconda: René Lobello
- Preparatore dei portieri: Peter Kobel
- Preparatori atletici: Michael Lindeman

## Calciomercato

### Sessione estiva
| Acquisti | Acquisti         | Acquisti             | Acquisti |
| R.       | Nome             | da                   | Modalità |
| -------- | ---------------- | -------------------- | -------- |
| D        | Steve Gohouri    | Vaduz                |          |
| C        | Carlos Varela    | Aarau                |          |
| D        | Ferhat Çökmüş    | Young Boys II        |          |
| D        | Patrick Gerhardt | Young Boys II        |          |
| D        | Ronny Hodel      | Lucerna              |          |
| A        | João Paulo       | Ciudad de Murcia     |          |
| D        | Miguel Portillo  | Angers               |          |
| C        | Mario Raimondi   | Thun                 |          |
| C        | Pirmin Schwegler | Lucerna              |          |
| A        | Shi Jun          | Chongqing Liangjiang |          |
| D        | Tiago Calvano    | Barcellona B         |          |
| C        | Hakan Yakın      | Galatasaray          |          |

| Cessioni | Cessioni           | Cessioni     | Cessioni |
| R.       | Nome               | a            | Modalità |
| -------- | ------------------ | ------------ | -------- |
| D        | Grétar Steinsson   | AZ Alkmaar   |          |
| D        | Mark Disler        | Sciaffusa    |          |
| A        | Johan Berisha      | Aarau        |          |
| D        | Fernando Carreño   | Aarau        |          |
| A        | Stéphane Chapuisat | Losanna      |          |
| D        | Patrick Funaro     | Baden        |          |
| D        | Fabian Geiser      | Losanna      |          |
| D        | Nicolas Kehrli     | Losanna      |          |
| D        | Iván Knez          | Augusta      |          |
| C        | Boban Maksimović   | Baden        |          |
| C        | Srdjan Maksimovic  | Rad Belgrado |          |
| D        | Alain Rochat       | Rennes       |          |

### Sessione invernale
| Acquisti | Acquisti            | Acquisti          | Acquisti |
| R.       | Nome                | da                | Modalità |
| -------- | ------------------- | ----------------- | -------- |
| C        | Gilles Yapi Yapo    | Nantes            |          |
| D        | Christian Schwegler | Arminia Bielefeld |          |

| Cessioni | Cessioni          | Cessioni    | Cessioni |
| R.       | Nome              | a           | Modalità |
| -------- | ----------------- | ----------- | -------- |
| A        | Marco Schneuwly   | Sion        |          |
| C        | Roman Friedli     | Thun        |          |
| D        | Ferhat Çökmüş     | Trabzonspor |          |
| A        | Patrick de Napoli | Lucerna     |          |
| D        | Adrian Eugster    | Aarau       |          |
| A        | Neri              | Aarau       |          |
| C        | Gabriel Urdaneta  | Vaduz       |          |

## Risultati

### Super League

#### Prima fase, girone di andata
| Arbitro: | Rutz |

|            |           |                                   |
| Agolli 54’ | Marcatori | 35’ (rig.) Sermeter 65’, 73’ Neri |

| Arbitro: | Nobs |

|  |           |                                   |
|  | Marcatori | 8’ Yakın 16’ Magnin 28’ Schneuwly |

| Berna 10 agosto 2005, ore 19:30 CEST 3ª giornata | Young Boys | 0 – 0 referto | Aarau | Stade de Suisse (15 179 spett.)\| Arbitro: \| Leuba \| |
| Arbitro:                                         | Leuba      |               |       |                                                        |

| Arbitro: | Busacca |

|  |           |                              |
|  | Marcatori | 43’ Eduardo 47’, 84’ Rogério |

| Arbitro: | Rogalla |

|                                |           |                        |
| Todisco 36’ Rama 70’ Silva 90’ | Marcatori | 60’ Schwegler 87’ Neri |

| Arbitro: | Rutz |

|                                   |           |             |
| Varela 28’ Raimondi 31’ Yakın 55’ | Marcatori | 72’ Raffael |

| Arbitro: | Circhetta |

|  |           |           |
|  | Marcatori | 88’ Yakın |

| Berna 10 settembre 2005, ore 19:30 CEST 8ª giornata | Young Boys | 0 – 0 referto | Thun | Stade de Suisse (22 670 spett.)\| Arbitro: \| Laperrière \| |
| Arbitro:                                            | Laperrière |               |      |                                                             |

| Arbitro: | Bertolini |

|          |           |           |
| Rossi 7’ | Marcatori | 53’ Paulo |

#### Prima fase, girone di ritorno
| Arbitro: | Hofmann |

|                                    |           |                     |
| Paulo 27’, 38’ Sermeter 56’ (rig.) | Marcatori | 45’ Rey 80’ Mangane |

| Arbitro: | Rutz |

|                  |           |                          |
| Raimondi 1’, 85’ | Marcatori | 30’ Aguirre 70’ Biscotte |

| Arbitro: | Leuba |

|           |           |  |
| Bieli 24’ | Marcatori |  |

| Arbitro: | Busacca |

|            |           |           |
| Santos 50’ | Marcatori | 32’ Paulo |

| Arbitro: | Salm |

|                                  |           |                 |
| Gohouri 25’ Varela 28’ Paulo 66’ | Marcatori | 90’ (rig.) Rama |

| Arbitro: | Leuba |

|              |           |           |
| Džemaili 64’ | Marcatori | 69’ Paulo |

| Arbitro: | Kever |

|            |           |  |
| Varela 35’ | Marcatori |  |

| Arbitro: | Wildhaber |

|                        |           |             |
| Lustrinelli 38’ (rig.) | Marcatori | 54’ Gohouri |

| Arbitro: | Rogalla |

|              |           |                                                                          |
| Raimondi 20’ | Marcatori | 10’ Degen 21’ Smiljanić 27’ Ergić 43’ Eduardo 61’ Delgado 81’ Sterjovski |

#### Seconda fase, girone di andata
| Arbitro: | Bertolini |

|                       |           |               |
| Paulo 17’ Everson 74’ | Marcatori | 84’ Milićević |

| Arbitro: | Busacca |

|          |           |             |
| Faye 29’ | Marcatori | 89’ Everson |

| Arbitro: | Wildhaber |

|           |           |             |
| Paulo 29’ | Marcatori | 74’ Rogério |

| Arbitro: | Kever |

|             |           |                                           |
| Koubský 37’ | Marcatori | 34’ Raimondi 39’ (aut.) Koubský 46’ Paulo |

| Arbitro: | Rogalla |

|                |           |            |
| Paulo 14’, 26’ | Marcatori | 38’ Baning |

| Arbitro: | Laperrière |

|             |           |  |
| Gohouri 87’ | Marcatori |  |

| Arbitro: | Circhetta |

|             |           |                  |
| Merenda 51’ | Marcatori | 71’ (aut.) Silva |

| Arbitro: | Stuchlik |

|  |           |                         |
|  | Marcatori | 79’ Stanic 90’ Alphonse |

| Arbitro: | Busacca |

|                                   |           |  |
| Petrić 87’ Majstorović 90’ (rig.) | Marcatori |  |

#### Seconda fase, girone di ritorno
| Arbitro: | Laperrière |

|                                               |           |                        |
| Yapi Yapo 28’ Yakın 42’ Calvano 68’ Paulo 77’ | Marcatori | 51’ Petrić 90’ Delgado |

| Arbitro: | Circhetta |

|                                 |           |                                         |
| Keita 42’, 90’ (rig.) Inler 53’ | Marcatori | 7’ Gohouri 18’ (rig.) Paulo 36’ Calvano |

| Arbitro: | Kever |

|           |           |                      |
| Paulo 90’ | Marcatori | 12’ Todisco 58’ Rama |

| Arbitro: | Salm |

|                 |           |                                   |
| Coly 38’ (rig.) | Marcatori | 4’ Paulo 30’ Raimondi 90’ Häberli |

| Arbitro: | Kever |

|                 |           |                                                      |
| Tcheutchoua 62’ | Marcatori | 11’, 36’, 83’ Häberli 58’ Yakın 80’ (rig.) Yapi Yapo |

| Arbitro: | Rogalla |

|                        |           |  |
| Häberli 28’ Magnin 90’ | Marcatori |  |

| Arbitro: | Busacca |

|           |           |  |
| Touré 63’ | Marcatori |  |

| Arbitro: | Nobs |

|                       |           |         |
| Gohouri 85’ Yakın 88’ | Marcatori | 44’ Sen |

| Arbitro: | Circhetta |

|              |           |                     |
| Biscotte 13’ | Marcatori | 18’, 37’, 62’ Paulo |

### Coppa Svizzera
| 17 settembre 2005, ore 17:00 CEST Primo turno | Orpund | 0 – 8 | Young Boys |  |

| 23 ottobre 2005, ore 14:30 CEST Secondo turno | La Chaux-de-Fonds | 0 – 4 | Young Boys |  |

| 18 dicembre 2005, ore 14:30 CET Ottavi di finale | Kriens | 1 – 2 | Young Boys |  |

| 5 febbraio 2006, ore 14:30 CET Quarti di finale | Lugano | 1 – 2 | Young Boys |  |

| 15 marzo 2006, ore 20:15 CET Semifinale | Zurigo | 1 – 4 | Young Boys |  |

| Arbitro: | Rutz |

|                              |                      |                                                |
| Varela 16’                   | Marcatori            | 55’ Obradović                                  |
| Paulo Yakın Calvano Raimondi | Tiri di rigore 3 – 5 | Obradović Di Zenzo Crettenand Gaspoz Regazzoni |

### Coppa Intertoto
| Arbitro: | Sandmoen |

|               |           |                                              |
| Deschacht 70’ | Marcatori | 4’ Steinsson 25’ Neri 49’ Varela 67’ Häberli |

| Arbitro: | Stokes |

|                                   |           |                       |
| Steinsson 79’ Sermeter 81’ (rig.) | Marcatori | 62’ (rig.) Grétarsson |

| Arbitro: | Thomson |

|                        |           |                               |
| Raimondi 61’ Yakın 74’ | Marcatori | 15’ Oruma 35’ Niang 82’ Taiwo |

| Arbitro: | Bebek |

|                                |           |              |
| Luyindula 70’ (rig.) Nasri 83’ | Marcatori | 42’ Raimondi |

## Statistiche

### Statistiche di squadra
| Competizione    | Punti | In casa | In casa | In casa | In casa | In casa | In casa | In trasferta | In trasferta | In trasferta | In trasferta | In trasferta | In trasferta | Totale | Totale | Totale | Totale | Totale | Totale | DR  |
| Competizione    | Punti | G       | V       | N       | P       | Gf      | Gs      | G            | V            | N            | P            | Gf           | Gs           | G      | V      | N      | P      | Gf     | Gs     | DR  |
| --------------- | ----- | ------- | ------- | ------- | ------- | ------- | ------- | ------------ | ------------ | ------------ | ------------ | ------------ | ------------ | ------ | ------ | ------ | ------ | ------ | ------ | --- |
| Super League    | 62    | 18      | 10      | 4       | 4       | 28      | 25      | 18           | 7            | 7            | 4            | 32           | 21           | 36     | 17     | 11     | 8      | 60     | 46     | +14 |
| Coppa Svizzera  | -     | 1       | 0       | 1       | 0       | 1       | 1       | 5            | 5            | 0            | 0            | 20           | 3            | 6      | 5      | 1      | 0      | 21     | 4      | +17 |
| Coppa Intertoto | -     | 2       | 1       | 0       | 1       | 4       | 4       | 2            | 1            | 0            | 1            | 5            | 3            | 4      | 2      | 0      | 2      | 9      | 7      | +2  |
| Totale          | 62    | 21      | 11      | 5       | 5       | 33      | 30      | 25           | 13           | 7            | 5            | 57           | 27           | 46     | 24     | 12     | 10     | 90     | 57     | +33 |

### Andamento in campionato
| Giornata  | 1 | 2 | 3 | 4 | 5 | 6 | 7 | 8 | 9 | 10 | 11 | 12 | 13 | 14 | 15 | 16 | 17 | 18 | 19 | 20 | 21 | 22 | 23 | 24 | 25 | 26 | 27 | 28 | 29 | 30 | 31 | 32 | 33 | 34 | 35 | 36 |
| --------- | - | - | - | - | - | - | - | - | - | -- | -- | -- | -- | -- | -- | -- | -- | -- | -- | -- | -- | -- | -- | -- | -- | -- | -- | -- | -- | -- | -- | -- | -- | -- | -- | -- |
| Luogo     | T | T | C | C | T | C | T | C | T | C  | C  | T  | T  | C  | T  | C  | T  | C  | C  | T  | C  | T  | C  | C  | T  | C  | T  | C  | T  | C  | T  | T  | C  | T  | C  | T  |
| Risultato | V | V | N | P | P | V | V | N | N | V  | N  | P  | N  | V  | N  | V  | N  | P  | V  | N  | N  | V  | V  | V  | N  | P  | P  | V  | N  | P  | V  | V  | V  | P  | V  | V  |
| Posizione | 1 | 1 | 1 | 5 | 6 | 4 | 4 | 4 | 5 | 3  | 4  | 5  | 4  | 4  | 4  | 4  | 4  | 4  | 3  | 3  | 3  | 3  | 3  | 3  | 3  | 3  | 3  | 3  | 3  | 4  | 4  | 3  | 3  | 3  | 3  | 3  |

Legenda:

Luogo: C = Casa; T = Trasferta. Risultato: V = Vittoria; N = Pareggio; P = Sconfitta.

### Statistiche dei giocatori
| Giocatore    | Super League | Super League | Super League | Super League | Coppa Svizzera | Coppa Svizzera | Coppa Svizzera | Coppa Svizzera | Coppa Intertoto | Coppa Intertoto | Coppa Intertoto | Coppa Intertoto | Totale   | Totale | Totale      | Totale     |
| Giocatore    | Presenze     | Reti         | Ammonizioni  | Espulsioni   | Presenze       | Reti           | Ammonizioni    | Espulsioni     | Presenze        | Reti            | Ammonizioni     | Espulsioni      | Presenze | Reti   | Ammonizioni | Espulsioni |
| ------------ | ------------ | ------------ | ------------ | ------------ | -------------- | -------------- | -------------- | -------------- | --------------- | --------------- | --------------- | --------------- | -------- | ------ | ----------- | ---------- |
| Y. Aziawonou | 22           | 0            | 3            | 0            | 1              | 0              | 0              | 0              | 1               | 0               | 1               | 0               | 24       | 0      | 4           | 0          |
| P. Bettoni   | 1            | 0            | 0            | 0            | 0              | 0              | 0              | 0              | 0               | 0               | 0               | 0               | 1        | 0      | 0           | 0          |
| T. Calvano   | 32           | 2            | 10           | 0            | 1              | 0              | 0              | 0              | 4               | 0               | 0               | 0               | 37       | 2      | 10          | 0          |
| M. Disler    | 1            | 0            | 1            | 0            | 0              | 0              | 0              | 0              | 3               | 0               | 1               | 0               | 4        | 0      | 2           | 0          |
| A. Eugster   | 5            | 0            | 0            | 0            | 0              | 0              | 0              | 0              | 1               | 0               | 1               | 0               | 6        | 0      | 1           | 0          |
| E. Everson   | 9            | 2            | 4            | 0            | 1              | 0              | 1              | 0              | 0               | 0               | 0               | 0               | 10       | 2      | 5           | 0          |
| R. Friedli   | 0            | 0            | 0            | 0            | 0              | 0              | 0              | 0              | 1               | 0               | 0               | 0               | 1        | 0      | 0           | 0          |
| P. Gerhardt  | 1            | 0            | 0            | 0            | 0              | 0              | 0              | 0              | 0               | 0               | 0               | 0               | 1        | 0      | 0           | 0          |
| S. Gohouri   | 20           | 5            | 4            | 1            | 1              | 0              | 0              | 1              | 0               | 0               | 0               | 0               | 21       | 5      | 4           | 2          |
| M. Hadorn    | 1            | 0            | 0            | 0            | 0              | 0              | 0              | 0              | 0               | 0               | 0               | 0               | 1        | 0      | 0           | 0          |
| R. Hodel     | 30           | 0            | 2            | 0            | 1              | 0              | 0              | 0              | 0               | 0               | 0               | 0               | 31       | 0      | 2           | 0          |
| T. Häberli   | 28           | 5            | 1            | 0            | 0              | 0              | 0              | 0              | 4               | 1               | 0               | 0               | 32       | 6      | 1           | 0          |
| J. Magnin    | 29           | 2            | 3            | 0            | 1              | 0              | 0              | 0              | 3               | 0               | 0               | 0               | 33       | 2      | 3           | 0          |
| N. Neri      | 11           | 3            | 1            | 0            | 0              | 0              | 0              | 0              | 2               | 1               | 0               | 0               | 13       | 4      | 1           | 0          |
| J. Paulo     | 28           | 18           | 1            | 0            | 1              | 0              | 1              | 0              | 0               | 0               | 0               | 0               | 29       | 18     | 2           | 0          |
| M. Portillo  | 30           | 0            | 6            | 0            | 1              | 0              | 0              | 0              | 2               | 0               | 2               | 0               | 33       | 0      | 8           | 0          |
| M. Raimondi  | 35           | 6            | 3            | 1            | 1              | 0              | 0              | 0              | 4               | 2               | 0               | 0               | 40       | 8      | 3           | 1          |
| M. Schneuwly | 11           | 1            | 0            | 0            | 0              | 0              | 0              | 0              | 2               | 0               | 0               | 0               | 13       | 1      | 0           | 0          |
| C. Schwegler | 16           | 0            | 2            | 0            | 1              | 0              | 1              | 0              | 0               | 0               | 0               | 0               | 17       | 0      | 3           | 0          |
| P. Schwegler | 32           | 1            | 6            | 0            | 0              | 0              | 0              | 0              | 4               | 0               | 1               | 0               | 36       | 1      | 7           | 0          |
| G. Sermeter  | 27           | 2            | 3            | 0            | 0              | 0              | 0              | 0              | 4               | 1               | 0               | 0               | 31       | 3      | 3           | 0          |
| J. Shi       | 13           | 0            | 0            | 0            | 0              | 0              | 0              | 0              | 0               | 0               | 0               | 0               | 13       | 0      | 0           | 0          |
| G. Steinsson | 7            | 0            | 1            | 0            | 0              | 0              | 0              | 0              | 4               | 2               | 0               | 0               | 11       | 2      | 1           | 0          |
| G. Urdaneta  | 7            | 0            | 2            | 0            | 0              | 0              | 0              | 0              | 4               | 0               | 0               | 0               | 11       | 0      | 2           | 0          |
| C. Varela    | 30           | 3            | 11           | 2            | 1              | 1              | 0              | 0              | 4               | 1               | 0               | 0               | 35       | 5      | 11          | 2          |
| P. Werro     | 0            | 0            | 0            | 0            | 0              | 0              | 0              | 0              | 0               | 0               | 0               | 0               | 0        | 0      | 0           | 0          |
| M. Wölfli    | 35           | 0            | 4            | 0            | 1              | 0              | 0              | 0              | 4               | 0               | 0               | 0               | 40       | 0      | 4           | 0          |
| H. Yakın     | 20           | 6            | 2            | 0            | 1              | 0              | 1              | 0              | 2               | 1               | 0               | 0               | 23       | 7      | 3           | 0          |
| G. Yapi Yapo | 16           | 2            | 0            | 0            | 1              | 0              | 0              | 0              | 0               | 0               | 0               | 0               | 17       | 2      | 0           | 0          |
| P. de Napoli | 1            | 0            | 0            | 0            | 0              | 0              | 0              | 0              | 3               | 0               | 1               | 0               | 4        | 0      | 1           | 0          |
| F. Çökmüş    | 1            | 0            | 0            | 0            | 0              | 0              | 0              | 0              | 0               | 0               | 0               | 0               | 1        | 0      | 0           | 0          |